# Farokszőr

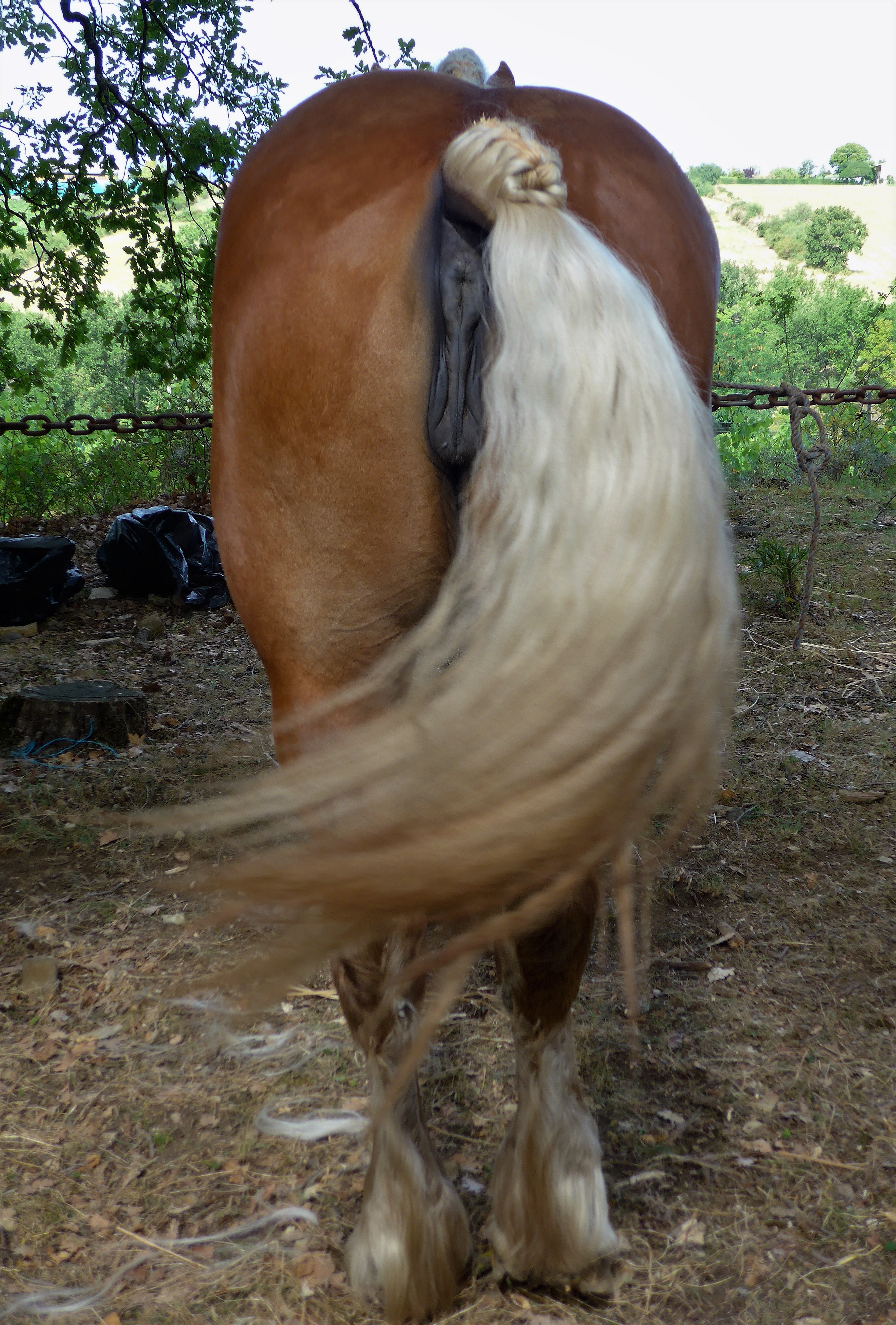
Egy nőnemű ló farokszőre

A farokszőr a lófélék (Equidae) farkát beborító szőrzet. A farokszőr sokkal hosszabbra megnő, mint más emlős állatok farkán található szőr. Ez a sok növekedési hormon miatt van. A lovak a farokszőrrel szokták hesegetni a rovarokat.

## Gondozása

### Befonás
A ló farokszőrének fonása évszázados gyakorlat. Ahogy a lovak az elsődleges szállítási és közlekedési módokká váltak, a farok fonása egy módja annak, hogy megakadályozzák, hogy a lovak túlságosan összegabalyodjanak és/vagy belekeveredjenek tárgyakba. De mára a lovak farokszőrét csak a szép látvány érdekében szokták befonni. De ha fonva hagyják, komoly veszélyt jelenthet egészségére, hiszen akár el is törhet a ló farokszőre. Ezért a fonatokat általában csak körülbelül 7-10 napig, ha szükséges, próbaképpen hosszabb ideig is hagyhatóak a fonatokat. 

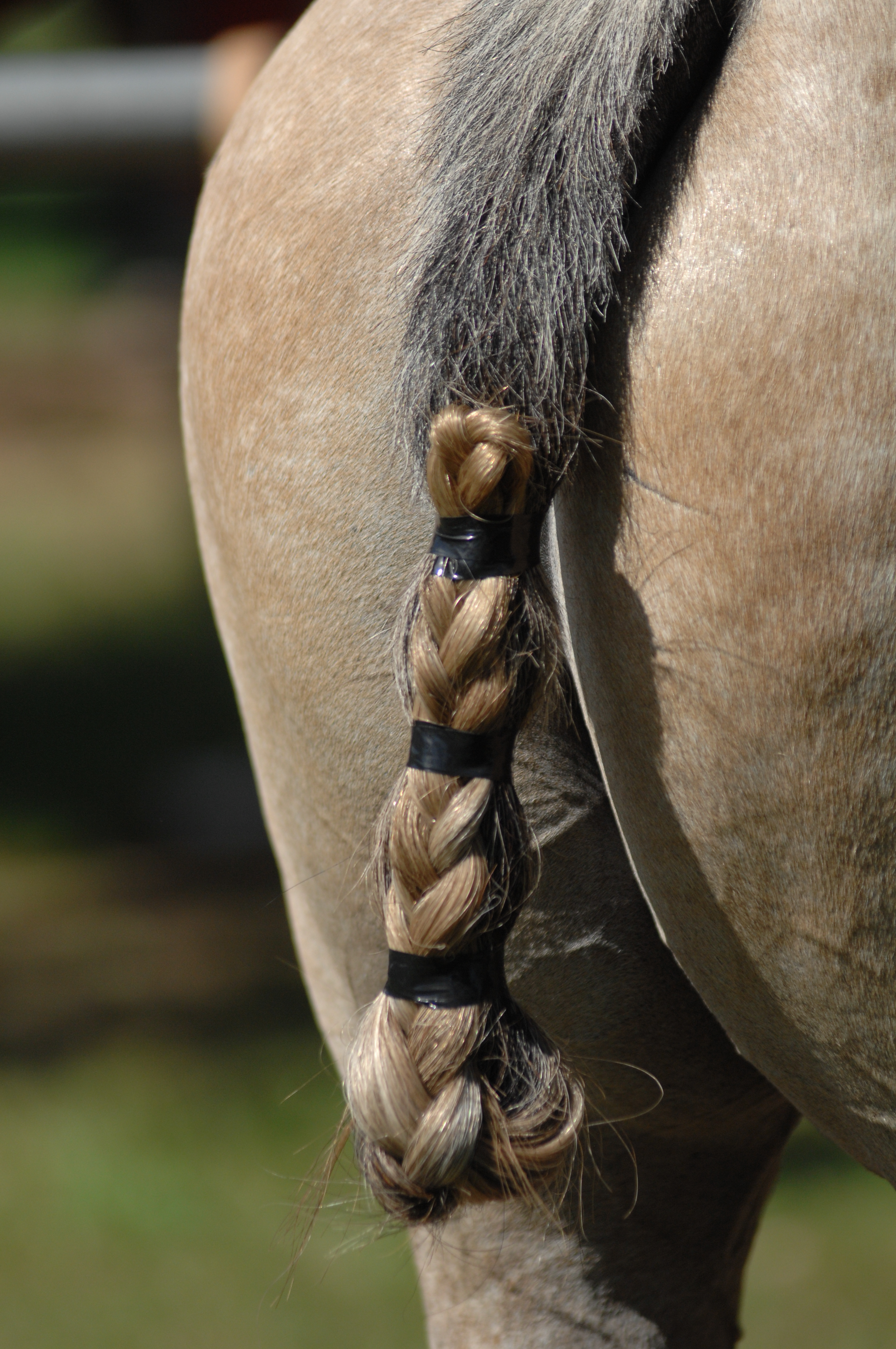
Befont farokszőr egy lovaspólón